# Судзукі Масае
Масае Сузукі (21 січня 1957р)  - колишня японська футболістка і менеджер.  Вона грала за збірну Японії . 

## Клубна кар'єра
Сузукі народилася в Чібі 21 січня 1957 року.  Вона розпочала футбольну кар'єру з Mitsubishi Heavy Industries .  У 1985 році вона переїхала до ФК Джиннан (пізніше Nissan FC Ladies ).  У 1990 році вона переїхала в свій місцевий новий клуб, Nikko Securities Dream Ladies .  Наприкінці сезону 1991 року вона пішла на пенсію.  Протягом сезону 2002р  , вона повернулася  менеджером в JEF United Ichihara .  У сезоні 2004 року вона зіграла 9 матчів у Л.Лізі .  Вона зробила записи для найстарішого гравця в матчі Л.Ліги у віці 47 років. 

## Кар'єра збірної
24 жовтня 1984 року, коли Сузукі виповнилося 27 років, вона дебютувала у складі збірної Японії проти Італії .  Вона грала в 1986 , 1989 , 1991 Чемпіонаті АФК і 1990 Азійських іграх.  Вона також була членом збірної Японії на чемпіонаті світу 1991 року .  Цей конкурс був її останньою грою у складі збірної Японії.  До 1991 року вона зіграла 45 ігор для Японії. 

## Тренерська кар'єра
Після виходу на пенсію, в 2000 році, Suzuki стала менеджером для JEF United Ichihara .  Наприкінці сезону 2004 року, вона стала наступником Такаші Уемури і стала помічником тренера до сезону 2017 року. 

## Статистика національної команди
| Збірна Японії | Збірна Японії | Збірна Японії |
| Рік           | Програми      | Цілі          |
| ------------- | ------------- | ------------- |
| 1984          | 1             | 0             |
| 1985          | 0             | 0             |
| 1986          | 13            | 0             |
| 1987          | 4             | 0             |
| 1988          | 3             | 0             |
| 1989          | 9             | 0             |
| 1990          | 5             | 0             |
| 1991          | 10            | 0             |
| Усього        | 45            | 0             |

## Зовнішні посилання
- Судзукі Масае на сайті ФІФА (англ.)